# Hanns Swarzenski
Hanns Peter Theophil Swarzenski (* 30. August 1903 in Charlottenburg (bei Berlin); † 22. Juni 1985 in Wilzhofen (Bayern)) war ein deutsch-amerikanischer Kunsthistoriker und Spezialist für die Kunst des Mittelalters.

## Leben und Werk
Hanns (Peter) Swarzenski wurde als Sohn der Kunsthistorikers Georg Swarzenski und seiner Ehefrau Ella Perec-Wilcynska geboren. Er wuchs in Frankfurt am Main auf, wo sein Vater Direktor des Städelschen Kunstinstituts war. Er studierte bei Walter Friedlaender in Freiburg und in Berlin bei Adolph Goldschmidt, bei dem auch bereits sein Vater studiert hatte. 1927 wurde er an der Universität Bonn bei Paul Clemen mit einer Dissertation über die deutsche Buchillumination des Mittelalters promoviert. Von 1927 bis 1928 absolvierte er ein Graduate-Jahr am Fogg Art Museum der Harvard University. Nach einem zweijährigen Stipendien-Aufenthalt am Kunsthistorischen Institut in Florenz war er an verschiedenen Museen in Berlin tätig. 1936 erschien sein Hauptwerk über Die lateinischen illuminierten Handschriften des XIII. Jahrhunderts.
1938 emigrierte er in die Vereinigten Staaten. Er war dort bis 1946 bei Erwin Panofsky Forschungsassistent am Institute for Advanced Study in Princeton. 1942, bei Kriegseintritt der Vereinigten Staaten, durfte Swarzensky das Universitätsgelände als enemy alien – wie andere europäische Wissenschaftler auch – nicht mehr betreten. 1943 nahm er eine Stelle in der Skulpturenabteilung der National Gallery of Art in Washington, D.C. an, die er aber bereits 1946 wegen seines Protestes gegen die geplante Überführung von Teilen der Berliner Gemäldegalerie in die USA verlor. 1948 wurde er in der Gemäldeabteilung des Museum of Fine Arts in Boston angestellt, dem Museum, in dem bereits sein Vater arbeitete. 1957 übernahm er die Kustodenstelle seines Vaters und zugleich die Leitung der Kunstgewerbeabteilung des Museums. Durch seine enge Bekanntschaft mit Max Beckmann, Alexander Calder und Henry Moore konnte er der Abteilung für zeitgenössische Skulptur einige wichtige Werke vermitteln. 1955 wurde er Mitherausgeber des von der College Art Association herausgegebenen Zeitschrift The Art Bulletin. 1959 wurde er zum Mitglied der American Academy of Arts and Sciences gewählt.
Hanns Swarzenski war seit 1953 mit der Schauspielerin Brigitte Horney verheiratet. Nach seiner Pensionierung 1973 lebte er in Boston und bei seiner Frau im Haus Hollerberg in Wilzhofen, wo er 1985 starb. 
Das Metropolitan Museum of Art in New York vergibt jährlich ein Hanns Swarzenski und Brigitte Horney-Swarzenski Forschungsstipendium an junge Kunsthistoriker.

## Schriften (Auswahl)
- Beiträge zur Niederrheinischen Buchmalerei in der Übergangszeit vom romanischen zum gotischen Stil. Bonn 1927 (Dissertation).
- Vorgotische Miniaturen: die ersten Jahrhunderte deutscher Malerei. Verlag Langewiesche, Königstein im Taunus 1927, 2. Auflage 1931.
- Die lateinischen illuminierten Handschriften des XIII. Jahrhunderts in den Ländern an Rhein, Main und Donau. 2 Bände, Deutscher Verein für Kunstwissenschaft, Berlin 1936.
- The Berthold missal: The Pierpont Morgan library Ms. 710 and the scriptorium of Weingarten Abbey. The Pierpont Morgan Library, New York 1943.
- Monuments of Romanesque Art, the Art of Church Treasures in North-Western Europe. University of Chicago Press, Chicago 1954.